# آخمتا
آخمتا (به گرجی: ახმეტა) یک شهرک در شهرستان شهر اخمتا واقع در استان کاختی گرجستان است. جمعیت این شهرک طبق سرشماری سال ۲۰۰۹ میلادی ۸٬۴۰۰ نفر بوده‌است.